# Stylidium chiddarcoopingense
Stylidium chiddarcoopingense är en tvåhjärtbladig växtart som beskrevs av A. Lowrie, D. Coates och K.F. Kenneally. Stylidium chiddarcoopingense ingår i släktet Stylidium och familjen Stylidiaceae. Inga underarter finns listade i Catalogue of Life.